# Tuomas Lehtonen
Tuomas „Tude” Lehtonen (ur. 1983 w Finlandii) – mieszkający w Hämeenlinna perkusista folk metalowej grupy Turisas. 

## Dyskografia
- Turisas – Taiston Tie – The Battle Path (1998)
- Turisas – Unnamed Promo (1999)
- Turisas – The Heart of Turisas (2001)
- Turisas – Battle Metal (2004)
- Turisas – The Varangian Way (2007)